# Margaret Joslin
Margaret Joslin, née Margaret Lucy Gosling le 6 août 1883 à Cleveland en Ohio, et morte à Glendale le 14 octobre 1956, était une actrice du cinéma muet.

## Filmographie partielle
- 1916 : Luke Joins the Navy de Hal Roach
- 1916 : Luke and the Mermaids de Hal Roach
- 1916 : Luke Does the Midway de Hal Roach
- 1916 : Luke's Lost Lamb de Hal Roach
- 1919 : On n'entre pas (Ask Father)  de Hal Roach
- 1919 : Lui au caveau des élégants (Young Mr. Jazz)  de Hal Roach
- 1919 : Mon ami le voisin (Just Neighbors)  de Harold Lloyd et Frank Terry
- 1919 : Lui chez le grand couturier (Next Aisle Over) de H. M. Walker
- 1919 : Lui, chef cuisinier (On the Fire) de Hal Roach